# Аржакова, Елена Владимировна
Еле́на Влади́мировна Аржако́ва (8 сентября 1989, Барнаул, СССР) — российская легкоатлетка, участница летних Олимпийских игр 2012 года, чемпионка Европы 2012 года в беге на 800 метров, впоследствии лишена титула на основании «абнормальных показателей гематологического профиля биологического паспорта».

## Биография
Елена Аржакова родилась 8 сентября 1989 года в Барнауле, но сразу её семья переехала в Якутию к бабушке. В 7 лет вместе с родителями переехала в Горно-Алтайск, где и пошла в секцию лёгкой атлетики. Долгое время специализировалась на дистанции 3000 метров с препятствиями, но с 2011 года стала бегать 800 и 1500 метров.
В марте 2011 года Елена Аржакова добилась своего первого крупного международного успеха. На чемпионате Европы в помещении молодая спортсменка стала чемпионкой на дистанции 1500 метров. В том же году на летней Универсиаде в китайском Шэньчжэне Аржакова была близка к завоеванию награды, но в финале забега на 1500 метров Елена пришла к финишу только 4-й.
Весной 2012 года на чемпионате Европы в Хельсинки Аржакова стала победительницей в беге на 800 метров, а спустя всего неделю завоевала серебро чемпионата России на аналогичной дистанции. Успехи Аржаковой не остались незамеченными и спортсменку включили в тройку спортсменок, которые получили право выступать на летних Олимпийских играх в Лондоне. В соревнованиях на дистанции 800 метров спортсменка сумела выйти в финал, но в решающем забеге заняла только 6-е место.
Летом 2015 года вернулась в спорт после дисквалификации: в беге на 800 м в Ерино заняла 4-е место.
На зимнем чемпионате России 2016 г. в Москве заняла итоговое 22 место место в беге на 800 м (время 2.06,36).

## Дисквалификация
30 апреля 2013 года стало известно, что Антидопинговая комиссия Всероссийской федерации лёгкой атлетики (ВФЛА) дисквалифицировала Елену на два года на основании «абнормальных показателей гематологического профиля биологического паспорта». Все результаты, достигнутые спортсменкой начиная с 12 июля 2011 года, были аннулированы, включая результаты на Чемпионате Европы 2012. Дисквалификация была назначена с 29 января 2013 года по 28 января 2015 года.